# Ostry dyżur (serial telewizyjny)
Ostry dyżur (tytuł oryginalny ER) – amerykański serial telewizyjny emitowany od 19 września 1994 do 2 kwietnia 2009 przez stację NBC. Jego pomysłodawcą był Michael Crichton. Pokazuje pracę w fikcyjnym szpitalu County General w Chicago. W Polsce serial w całości wyemitowała telewizja Polsat od 13 kwietnia 1995 do 28 sierpnia 2012; pokazywały go też stacje TVN, TVN 7 i Warner TV.

## Twórcy

### Reżyserzy
- Michael Crichton
- John Wells
- Steven Spielberg
- Quentin Tarantino ( sezon 1 odcinek 24)
- Lydia Woodward (sezony 3.-7.)
- Carol Flint (sezony 5.-6.)
- Neal Bear (sezon 7.)
- Jack Orman (sezony 8.-9.)
- Christopher Chulach (sezony 10.- 15.)
- David Zabel (sezony 12.-15.)

### Scenariusz
- Anne Kenney
- Tracey Stern
- Lydia Woodward
- Dee Johnson
- Jason Cahill
- Michael Crichton
- Patrick Harbinson
- Barbara Hall
- Elizabeth Hunter
- Julie Hébert
- R. Scott Gemmill
- Carol Flint
- Walon Green
- Lance Gentile
- John Wells
- Bruce Miller
- Sandy Kroopf
- Doug Palau
- Robert Nathan

### Scenografia
- Ivo Cristante
- Robert Henderson
- Michael C. Claypool
- Charles M. Lagola
- Tim Colohan
- Stephanie Girard
- David Blass

## Historia
Ostry Dyżur według początkowych planów miał być filmem reżyserowanym przez Stevena Spielberga. Jednakże na wczesnych etapach produkcji Spielberg rozmawiał z Michaelem Crichtonem. Ten w tym czasie realizował projekt związany z dinozaurami. Zdecydowali "zamienić się" projektami. W końcu projekt o dinozaurach zamienił się w Jurassic Park. Po tym Spielberg wrócił do Ostrego Dyżuru i na początku służył radą oraz pomocą Crichtonowi (jego pomysłem było pozostawienie Julianny Margulies w serialu na stałe).
Z powodu braku czasu i środków na zbudowanie planu odcinek pilotażowy był kręcony na terenie byłego szpitala Linda Vista Community Hospital w Los Angeles. Plan County General Hospital został zbudowany nieco później, a większość scen na dworcach kolejki miejskiej zostało nakręconych w Chicago (z powodu występowania śniegu).
Michael Crichton napisał scenariusz pierwszego odcinka już na początku lat 70. Bazował na jego niektórych przeżyciach związanych z pracą na ostrym dyżurze. Kiedy odcinek pilotażowy kręcono w 1994 roku, scenariusz mało się zmienił (początkowo dr Lewis miała być mężczyzną, a dr Benton nie miał być Afro-Amerykaninem).

## Odcinki
W Ostrym dyżurze pojawiło się wiele odcinków godnych zapamiętania. Jednym z najbardziej niezwykłych był emitowany na żywo odcinek „Ambush” (w 1997 roku). W nim ekipa realizatorska stacji NBC wcieliła się w ekipę stacji PBS i kręciła film dokumentalny o szpitalu County General. Z powodu różnicy czasu między wschodnim a zachodnim wybrzeżem Stanów Zjednoczonych odcinek został nakręcony ponownie 3 godziny później.
Większość scen serialu ma miejsce w szpitalu. Przynajmniej jedna na odcinek kręcona jest poza ostrym dyżurem. Dodatkowo kilka razy w historii serialu akcja działa się poza Chicago.

## Obsada

### Główni aktorzy
Oryginalna obsada:
- Anthony Edwards jako dr Mark Greene
- George Clooney jako dr Doug Ross
- Sherry Stringfield jako dr Susan Lewis
- Noah Wyle jako student medycyny (później doktor) John Carter
- Eriq La Salle jako dr Peter Benton
- Julianna Margulies jako siostra Carol Hathaway

| Aktor              | Rola                          | Występowanie jako główny bohater | Występowanie jako główny bohater          | Występowanie jako aktor drugoplanowy | Występowanie jako aktor drugoplanowy |
| Aktor              | Rola                          | Sezon                            | Odcinek                                   | Sezon                                | Odcinek                              |
| Pełna obsada       | Pełna obsada                  | Pełna obsada                     | Pełna obsada                              | Pełna obsada                         | Pełna obsada                         |
| ------------------ | ----------------------------- | -------------------------------- | ----------------------------------------- | ------------------------------------ | ------------------------------------ |
| Anthony Edwards    | Dr Mark Greene                | 1–8, 15                          | 1–179, 316                                |                                      |                                      |
| George Clooney     | Dr Doug Ross                  | 1–5, 15                          | 1–106, 328                                | 6                                    | 134                                  |
| Sherry Stringfield | Dr Susan Lewis                | 1–3, 8–12, 15                    | 1–55, 161–246, 331                        |                                      |                                      |
| Noah Wyle          | Dr John Carter                | 1–11, 15                         | 1–245, 325-328, 331                       | 12                                   | 259–260, 264–265                     |
| Eriq La Salle      | Dr Peter Benton               | 1–8, 15                          | 1–167, 172, 178, 328, 331                 |                                      |                                      |
| Julianna Margulies | Pielęgniarka Carol Hathaway   | 1–6, 15                          | 2–134, 328                                | 1                                    | 1                                    |
| Gloria Reuben      | Jeanie Boulet                 | 2–6                              | 31–119                                    | 1, 2, 14                             | 14–17, 20–28, 301                    |
| Laura Innes        | Dr Kerry Weaver               | 3–13, 15                         | 48–280, 331                               | 2, 15                                | 26–29, 31, 34–35, 38, 40, 43–47, 316 |
| Maria Bello        | Dr Anna Del Amico             | 4                                | 70–91                                     | 3                                    | 67–69                                |
| Alex Kingston      | Dr Elizabeth Corday           | 4–11, 15                         | 70–227, 331                               | 15                                   | 321, 322                             |
| Kellie Martin      | Lucy Knight                   | 5–6                              | 92–127                                    |                                      |                                      |
| Paul McCrane       | Dr Robert Romano              | 6–10                             | 114–209                                   | 4, 5, 15                             | 74–113 (29 odcinków), 316            |
| Goran Višnjić      | Dr Luka Kovač                 | 6–15                             | 114–290; 295; 298-300; 304; 306; 309; 312 |                                      |                                      |
| Michael Michele    | Dr Cleo Finch                 | 6–8                              | 114–167, 178                              |                                      |                                      |
| Erik Palladino     | Dr Dave Malucci               | 6–8                              | 120–161                                   | 6                                    | 115–119                              |
| Ming-Na Wen        | Dr Jing-Mei "Deb" Chen        | 6–11                             | 123–232                                   | 1                                    | 13–17, 19–22                         |
| Maura Tierney      | Dr Abby Lockhart              | 6–15                             | 125–312                                   | 6, 15                                | 121; 329                             |
| Sharif Atkins      | Dr Michael Gallant            | 8–10                             | 172–219                                   | 8, 11, 12                            | 164–266 (12 odcinków)                |
| Mekhi Phifer       | Dr Gregory Pratt              | 9–15                             | 180–310                                   | 8                                    | 175–177, 179                         |
| Parminder Nagra    | Dr Neela Rasgotra             | 10–15                            | 204-331                                   | 10                                   | 202                                  |
| Linda Cardellini   | Pielęgniarka Samantha Taggart | 10–15                            | 206–331                                   |                                      |                                      |
| Shane West         | Dr Ray Barnett                | 11–13                            | 224–290                                   | 15                                   | 314; 329-330                         |
| Scott Grimes       | Dr Archie Morris              | 12–15                            | 246–331                                   | 10–11                                | 204–245 (25 odcinków)                |
| John Stamos        | Dr Tony Gates                 | 13–15                            | 269–331                                   | 12                                   | 252–253                              |
| David Lyons        | Dr Simon Brenner              | 15                               | 310–331                                   | 14                                   | 304; 306–309                         |
| Angela Bassett     | Dr Cate Banfield              | 15                               | 311–331                                   |                                      |                                      |

### Odejścia głównych bohaterów
Pierwszym członkiem ekipy, który odszedł, była Sherry Stringfield (w 1996 roku). Wtedy jej postać, Susan Lewis, przeniosła swój staż do Phoenix (sezon 3, odcinek „Union Station”). W 2001 roku aktorka powróciła do serialu ponownie jako dr Susan Lewis (sezon 8, odcinek „Never Say Never”). W roku 2005 (sezon 12, odcinek „Cañon City”) znowu opuściła serial. To drugie odejście nie było przedstawione, ale dr Kerry Weaver 4 odcinki później (odcinek „Weak Up”) wyjaśnia, że Susan zgodziła się na przyjęcie stanowiska w szpitalu w Iowa.
Jako gość pojawia się w ostatnim odcinku serialu 'And In The End...', kiedy to przyjeżdża na otwarcie centrum zdrowia, które w Chicago otworzył John Carter. Susan Lewis była zarówno pierwszą jak i ostatnią postacią z oryginalnej obsady, która opuściła szpital (najpierw sezon 3, później 12).
Następnie odeszła Maria Bello grająca dr Annę Del Amico. Postać ta występowała tylko w jednym – 4 sezonie. Dr Del Amico pojawiła się by odbyć staż jako pediatra. Odejście Marii Bello nie zostało pokazane. Na początku sezonu 5, dr John Carter wyjaśnia swojej praktykantce, że zajmie szafkę dr Del Amico, która wróciła do Filadelfii.
Z kolei (w 1998 roku), z oryginalnej ekipy odszedł George Clooney (sezon 5, odcinek „The Storm, part 2). Jego postać – dr Doug Ross zwolnił się z pracy po śmierci pacjenta i wyjechał do Seattle. Zaskoczeniem było pojawienie się go w 6 sezonie (odcinek „Such Sweet Sorrow”), kiedy to siostra Carol Hathaway pojechała do niego. Pojawia się w gościnnie w 19 odcinku 15 sezonu- 'Old Times'.
Gloria Reuben odeszła w sezonie 6 (odcinek „The Peace Of Wild Things”). Jej postać – Jeanie Boulet, zdecydowała zaopiekować się chłopcem chorym na AIDS. Powróciła w 14. sezonie w jednym odcinku, kiedy opiekowali się jej chorym dzieckiem, podobna sytuacja miała miejsce w sezonie 15.
Kellie Martin, grająca studentkę medycyny Lucy Knight, opuściła serial w roku 2000 (sezon 6, odcinek „All In The Family”). Jej postać została zabita przez pacjenta, u którego nie zdiagnozowano schizofrenii.
Julianna Margulies przestała grać w serialu w roku 2000 (sezon 6, odcinek „Such Sweet Sorrow”). Jej postać – Carol Hathaway, zdecydowała się na wyjazd do Seattle do swojej prawdziwej miłości i ojca swych córek-bliźniaczek – dr Douga Rossa.
Jej gościnny występ można obejrzeć w 19 odcinku 15 sezonu- 'Old Times'. Dowiadujemy się wtedy, że jest koordynatorem ds. transplantacji jednego ze szpitali w Seattle.
Erik Palladino (dr Dave Mallucci) odszedł w 2002 roku (sezon 8, odcinek „Never Say Never”). Został wyrzucony za spowodowanie śmierci pacjenta.
Postać Eriq’a La Salle – dr Peter Benton, odszedł w roku 2001 (sezon 8, odcinek „I’ll Be Home For Christmas”). Zdecydował się zmienić godziny pracy (a tym samym miejsce pracy), aby mieć więcej czasu do opieki na głuchym synem. Michael Michele, która grała dr Cleo Finch była partnerką dr Bentona. Odeszła ona w tym samym odcinku. Oboje pojawiają się wyjątkowo w odcinku „On The Beach”, kiedy to odbył się pogrzeb dra Marka Greene’a. Pojawia się w gościnnie w 19 odcinku 15 sezonu- 'Old Times'.
Dr Mark Greene (grany przez Anthony’ego Edwardsa odszedł w 2001 roku (sezon 8, odcinek „On The Beach”). Dr Greene zmarł na guza mózgu. Jednak powrócił w 15. sezonie we wspomnieniach dr Banfield.
Postać Paula McCrane’a – dr Robert Romano odszedł w roku 2003 (sezon 10, odcinek „Freefall”) został uśmiercony przez spadający helikopter.
Sharif Atkins opuścił serial w roku 2004 (sezon 10, odcinek „Where There’s Smoke”). Był on w rezerwie armii i został wysłany do Iraku. Jednak ostatecznie pożegnano go w 2006 (sezon 12, odcinek „The Gallant Hero And The Tragic Victor”). Został wtedy zabity podczas wybuchu bomby.
Dr Elizabeth Corday (której rola była odtwarzana przez Alex Kingston) opuściła serial w 2004 roku (sezon 11, odcinek „Fear”). Została zwolniona za przeprowadzenie nielegalnego przeszczepu. Szpital pozwolił jej zostać, ale pod warunkiem degradacji do stażysty. Dr Corday nie zgodziła się i wróciła do Anglii. W 15 sezonie powraca jako gość w dwóch odcinkach.
Dr Jing-Mai „Deb” Chen (Ming-Na Wen) pojawiła się jako praktykantka w pierwszym sezonie i opuściła serial po kilku odcinkach w roku 1995 (sezon 1, odcinek „House of Cards”). Wtedy to prawie uśmierciła pacjenta, chcąc zaliczyć jeden z zabiegów na własną rękę. Do obsady wróciła znowu kilka lat później, już jako stażystka. W roku 2004 (sezon 11, odcinek „Twas In the Night”) ponownie ze szpitala  odeszła po tym, jak nie mogła znaleźć zastępstwa na dyżurze, by sama mogła zająć się ciężko chorym ojcem. Tej nocy podała choremu, cierpiącemu ojcu śmiertelną dawkę leku. W tej ciężkiej chwili towarzyszył jej Pratt. Od tego momentu nie pojawiła się już w serialu.
Dr John Carter (Noah Wyle) odszedł w 2005 roku (sezon 11, odcinek „The Show Must Go On”). Dr Carter zdecydował się powrócić do swojej dziewczyny w Afryce. W 12 sezonie grał jako gość w 4 odcinkach. W 15. sezonie powraca do Chicago. Dowiadujemy się, że jest chory i czeka na przeszczep nerki. W ostatnim odcinku serialu otwiera swoje centrum medyczne, które nazywa 'Joshua Carter Medical Center' na cześć swojego zmarłego syna.
Był głównym bohaterem serialu, jako członek oryginalnej obsady pojawiał się najdłużej, zaliczył największą liczbę odcinków.
Laura Innes, która grała dr Kerry Weaver odeszła w roku 2007 (sezon 13, odcinek „A House Divided”). Dr Kovač zmuszony był przez cięcia budżetowe do zwolnienia dr Weaver. Dr Weaver nie była zadowolona z tej decyzji. Dr Kovač próbował jej wytłumaczyć, że nie chciał jej wyrzucić i znów ją przyjąć, lecz ona odmówiła. Przyjęła propozycję stacji telewizyjnej w Miami. Podobnie jak znaczna część oryginalnej obsady pojawia się gościnnie w ostatnim odcinku 'And In The End...'.
Ray Barnett (Shane West) odszedł w ostatnim odcinku 13 sezonu 'The Honeymoon is Over'. Po amputacji nóg w wyniku zderzenia z ciężarówką, postanawia wrócić do rodzinnego miasta Baton Rouge, gdzie zaczyna pracę wraz z osobami niepełnosprawnymi. Gościnnie pojawia się w 3 ostatnich odcinkach sezonu 15. Wcześniej pojawił się także w 5 odcinku sezonu 15 "Haunted", kiedy odwiedza szpital i chwali się nowoczesnymi protezami, które pozwalają mu normalnie żyć.
Luka Kovač (Goran Višnjić), serial opuścił w 13. sezonie. W 14. sezonie jeszcze pojawił się w 10 odcinkach żeby zakończyć sprawy związane ze szpitalem. W 15. sezonie pojawił się, gdy razem z Abby żegna się ze szpitalem.
Dr Gregory Pratt, grany przez Mekhi Phifer po 6 latach w serialu ostatecznie odszedł w pierwszym odcinku sezonu 15. Wtedy to zmarł wskutek obrażeń jakich doznał w wybuchu karetki pogotowia.
Dr Abby Lockhart (Maura Tierney), w 15. sezonie w odcinku trzecim "The Book Of Abby" razem z Luką występowali ostatni raz. Oboje zostawili szpital w tym samym momencie. Abby przyjęła propozycje nowoczesnego szpitala z Bostonu i zaczyna nowe życie ze swoją rodziną. W odcinku 20 'Shifting Equilibrium' Abby pojawia się gościnnie podczas rozmowy telefonicznej z Neelą.
Ostatnią osobą, która opuściła serial jest Dr Neela Rasgotra (Parminder Nagra). W odcinku 20 'Shifting Equilibrium' ostatecznie żegna się ze szpitalem 'County General' i przeprowadza się do Baton Rouge, by żyć z Rayem Barnettem. Pojawiła się jednak w serialu w dwóch ostatnich odcinkach za pomocą wideorozmowy przez internet z częścią załogi szpitala, wtedy też pokazuje przyjaciołom swoje nowe miejsce pracy.

### Gościnne występy gwiazd
Wiele amerykańskich gwiazd grało gościnnie w serialu. Byli to:
- William H. Macy (1994–1998, 2009 jako dr David Morgenstern)
- CCH Pounder (1994–1998, jako dr Angela Hicks)
- Kirsten Dunst (1996–1997, jako Charlie Chiemingo, nastolatka z problemami)
- Ewan McGregor (1997, jako Duncan Stewart, Irlandczyk, który napadł z bronią na sklep)
- John Cullum (1997−2000, jako David Greene, ojciec dr Greene’a)
- Rebecca De Mornay (1999, jako Elaine Nichols, kobieta, której udało się wygrać z rakiem piersi)
- Edward Asner (2003, jako dr James McNulty)
- Cynthia Nixon (2005, jako Ellie Shore, pacjentka z udarem mózgu)
- John Leguizamo (2005, jako dr Victor Clemente)
- James Woods (2006, jako dr Nate Lennox, profesor biochemii)
- Forest Whitaker (2006–2007, jako Curtis Ames, pacjent, który mści się na dr Kovač’u)
- Rosemary Clooney (1995, jako Madame X)
- Sally Field (2000–2003, 2006, jako Maggie Wyczeński, matka Abby Lockhart)
- Alan Alda (2000, jako dr Gabe Lawrence)
- Don Cheadle (2003, jako student medycyny Paul Nathan)
- Bob Newhart (2004, jako Ben Hollander)
- Ray Liotta (2005, Charlie Metcalf, umierający alkoholik)
- Mare Winningham (1998−1999, jako fałszywy lekarz, dr Amanda Lee)
- Clancy Brown (1997–1998, jako dr Ellis West)
- Mariska Hargitay (1997–1998, jako Cynthia Hooper)
- Michael Ironside (1995–2002, jako dr William "Wild Willy" Swift)
- Mädchen Amick (2004–2005, jako Wendall Meade, pracownica opieki społecznej, dziewczyna dr Cartera)
- Ving Rhames (1994–1996, jako Walt Robbins)
- Julie Delpy (2001, jako Nicole, początkowo kelnerka, następnie pomoc w szpitalu)
- Marg Helgenberger (1996, jako Karen Hines)
- Mary McDonnell (2001–2002, jako Elanor Carter, matka dr Cartera)
- Armand Assante (2006, jako Richard Elliot)
- Chad Lowe (1997–2005, jako student medycyny George Henry)
- Danny Glover (2005, jako Charlie Pratt Senior)
- James Cromwell (2001, jako biskup Stewart)
- Lucy Liu (1995, jako Mei-Sun Leow)
- Louise Fletcher (2005, jako Roberta 'Birdie' Chadwick)
- Roma Maffia (2001, jako adwokat Bentona)
- Valerie Perrine (1995, jako Cookie Lewis)
- Leslie Bibb (2002–2003, jako studentka medycyny Erin Harkins)
- Thandie Newton (2003–2009, 14 odcinków, jako Makemba 'Kem' Likasu, dziewczyna dr Cartera)
- Taraji P. Henson (1998, jako Patrice Robbins)
- Kat Dennings (2005−2006, jako Zoe Butler, nastoletnia kochanka dr Raya Barnetta)
- Kristen Johnston (2005, jako dr Eve Peyton, siotra przełożona pielęgniarek)
- Serena Williams (2005, jako Alice Watsonm, matka dwójki dzieci, ofiara katastrofy samolotu)
- Daniel Dae Kim (2003–2004, jako Ken Sung, pracownik opieki społecznej)
- Peter J. Lucas (2003, jako Geolog, zamordowany w Afryce)
- Alexis Bledel (2009, jako dr Julia Wise)
- Ernest Borgnine (2009, jako Paul Manning)
- Makenzie Vega (2009, jako Vera)
- Alexa Vega (1995, jako Bonnie Howe)
- Susan Sarandon (2009, jako Nora)
- Amy Madigan (2009, jako Mary Taggart)
- Louis Gossett Jr. (2009, jako Leo Malcolm)
- Dedee Pfeiffer (2009, jako Annie Raskin)
- Brent Kinsman (2009, jako Curly Weddington)
- Shane Kinsman (2009, jako Larry Weddington)
- Dakota Fanning (2000, jako Delia Chadsey)
- Steve Buscemi (2008, jako Art Masterson)
- Hal Holbrook (2008, jako Walter Perkins)
- Frances Conroy (2008, jako Becky Riley)
- Brenda Strong (1994, jako Sally Niemeyer)
- Kristin Davis (1995, jako Leslie)
- Elizabeth Mitchell (2000–2001, jako dr Kim Legaspi)
- Omar Epps (1996–1997, jako dr Dennis Gant)
- Djimon Hounsou (1999, jako Mobalage Ikabo)
- Valerie Mahaffey (1999, jako Joi Abbott)
- Steven Culp (1999–2004, jako Dave Spencer)
- Stacy Keach (2007, jako Mike Gates)
- Chris Sarandon (2000−2002, jako dr Burke)
- Annabella Sciorra (2007, jako Diana Moore)
- Sheryl Lee Ralph (2006, jako Gloria Gallant, matka dra Gallanta)
- Ernie Hudson (2006, jako Płk James Gallant, ojciec dra Gallanta)
- Veronica Cartwright (1997, jako Norma Houston)
- Valerie Perrine (1995, jako Cookie Lewis)
- Clea DuVall (1997, jako Katie Reed)
- Emile Hirsch (1999, jako Chad Kottmeier)
- Paul Adelstein (1999–2002, jako Hank Loman)
- Piper Laurie (1995–1996, jako Sarah Ross, matka doktora Rossa)
- Shohreh Aghdashloo (2006, jako Riza Kardatay, matka pacjentki)
- Diane Ladd (2006, jako pani Pooler, chora na Alzheimera)
- Sara Gilbert (2004–2007, jako Jane Figler, praktykantka)
- Joanna Krupa (1994)
- Kal Penn (2001, jako Narajan)
- Zac Efron (2003, jako Bobby Neville)
- Natasha Gregson Wagner (2006, jako Mary Warner, wspólniczka Steve’a w ucieczce z więzienia)
- Shiri Appleby (1994, jako panna Murphy; 2008–2009, jako dr Daria Wade)
- Tobin Bell (1994, jako administrator szpitala)
- Vondie Curtis-Hall (1994, jako Henry Colton/Rena; 2001, jako Roger McGrath)
- Beah Richards (1994–1995, jako Mae Benton)
- Małgorzata Gebel (1994–1995, jako dr Bogdana "Bob" Lewiński)
- Julie Bowen (1998−1999, jako Roxanne Please)
- Christina Hendricks (2002, jako Joyce Westlake)
- Danielle Harris (1997, jako Laura Quentin)
- Amy Ryan (1995, jako Siostra)
- Shia LaBeouf (2000, jako Marty Dorset)
- Gabrielle Union (2000, jako Tamara Davis)
- Eva Mendes (1998, jako Donna)
- Jared Padalecki (2001, jako Paul Harris)
- Mena Suvari (1995, jako Laura-Lee Armitage)
- James Belushi (2001, jako Dan Harris)
- Amy Jo Johnson (2001, jako Jill)
- Ana Ortiz (2002, jako Laura)
- Michelle Krusiec (2002, jako Tong-Ye)
- Kyla Pratt (1996, jako Lily)
- David Schwimmer (1996, jako dr Karubian (głos))
- Anton Yelchin (2000, jako Robbie Edelstein)
- Brenda Song (2001, jako Lynda An)
- Lisa Edelstein (1997, jako Aggie Orton)
- Josh Hutcherson (2002, jako Matt)
- Alex D. Linz (2000, jako Dennis)
- Nia Long (1996, jako Christy Wilson)
- Corbin Bleu (1996, jako Mały chłopiec)
- Harold Perrineau Jr. (1997, jako Isaac Price)
- Jeffrey Dean Morgan (2001, jako Strażak Larkin)
- Swoosie Kurtz (1998, jako Tina Marie Chambliss)
- Eileen Brennan (1996, jako Betty)
- Peter Fonda (2007, jako Pierce Tanner)
- Amaury Nolasco (2002, jako Ricky)
- Pat Crawford Brown (1996, jako pani Votey)
- Kathryn Joosten (1996, jako Lois)
- Clifton Collins Jr. (1997, jako pan Brown)
- Hill Harper (1997, jako pan Jackson)
- Mickey Rooney (1998, jako dr George Bikel)
- Robert Knepper (1998, jako Keith Reynolds)
- Carrie Snodgress (1998, jako pani Lang)
- Marlee Matlin (1999, jako instruktorka języka migowego)
- Teri Garr (1999, jako Celinda Randlett)
- Holland Taylor (1999, jako Phyllis Farr)
- Beth Broderick (2008, jako Edith Landry)
- Frances Fisher (2005, jako Helen Kingsley, biologiczna matka dr Kerry Weaver)
- Adriana Barraza (2007, jako Dolores Salazar)
- Stanley Tucci (2007, jako dr Kevin Moretti, szef ER)
- Judy Parfitt (200-2002, jako matka dr Corday)

### Aktorzy drugoplanowi
- Khandi Alexander jako Jackie Benton-Robbins (1995–2001)
- Sam Anderson jako dr Jack Kayson (1994–1995, 1997–1999, 2001–)
- Amy Aquino jako dr Janet Coburn (1994–)
- John Aylward jako dr Donald Anspaugh (1996–)
- Michael Beach jako Al Boulet (1995–1997)
- Abraham Benrubi jako portier Jerry Markovic (1994–1999, 2002–2006)
- Michelle Bonilla jako EMT Harms (1999–)
- Conni Marie Brazelton jako siostra Conni Oligario (1994–2003)
- David Brisbin jako dr Alexander Babcock (1998–2002)
- Lisa Nicole Carson jako Carla Simmons (Carla Reece) (1996–2001)
- Laura Cerón jako siostra Chuny Marquez (1995–)
- Ellen Crawford jako siostra Lydia Wright (1994–2003)
- Deezer D jako pielęgniarz Malik McGrath (1994–2009)
- Troy Evans jako Frank Martin (1994-2009, emerytowany policjant, recepcjonista w urazówce)
- Yvette Freeman jako siostra Haleh Adams (1994–2009)
- Jorja Fox jako dr Maggie Doyle (1996−1999)
- Mike Genovese jako policjant Al Grabarsky (1995–1996, 1998—2000)
- Erica Gimpel jako Adele Newman (1997—2003)
- Matthew Glave jako dr Dale Edson (1996–1999, 2001–2002)
- Rose Gregorio jako Helen Hathaway (1996–1999)
- Michael Gross jako John "Jack" Carter Jr. (2001–2004)
- Christine Harnos jako Jennifer "Jenn" Greene (1994–1996); jako Jennifer "Jenn" Simon (1996–1998; 2001–2002)
- Lynn A. Henderson jako paramedyk Pamela Olbes (1995–2009)
- Ed Lauter jako strażak Dannaker (1998–2002)
- Dinah Lenney jako siostra Shirley (1995–2004, 2006-)
- Brian Lester jako EMT Dumar (1996–)
- Louie Liberti jako paramedyk Tony Bardelli (2003–)
- Bellina Logan jako siostra Kit (1996–2003; 2005–)
- Lily Mariye jako siostra Lily Jarvik (1994–)
- Vanessa Marquez jako siostra Wendy Goldman (1994–1997)
- Kristin Minter jako portierka Miranda "Randi" Fronczak (1995–2003)
- Demetrius Navarro jako EMT Morales (1998–)
- Leland Orser jako dr Lucien Dubenko (2004–)
- Busy Philipps jako dr Hope Bobeck (2006-)
- Kyle Richards jako siostra Dori (2000–)
- Lucy Rodriguez jako siostra Bjerke (1996; 2000–2003)
- Monté Russell jako paramedyk Dwight Zadro (1995–)
- Dahlia Salem jako dr Jessica Albright (2005−2006)
- Nadia Shazana jako Jacy (2001–2004)
- Michael B. Silver jako dr Paul Myers (1995, 1997–2000, 2003, 2005)
- Frances Sternhagen jako Millicent Carter (1997–2003)
- Lisa Vidal jako CFD Lt. Sandy Lopez (2001–2004)
- Emily Wagner jako paramedyk Doris Pickman (1994–)
- Gedde Watanabe jako pielęgniarz Yosh Takata (1997–2003)
- Yvonne Zima jako Rachel Greene (1994–2000)

## Muzyka

### Sezon 3
- Gene Chandler – Duke of Earl
- Martina McBride – Wild Angels
- The Searchers – Love Potion
- Ella Fitzgerald – Bewitched, Bothered, and Bevildered
- Little Eva – The Loco-motion
- Fats Domino – My Blue Heaven
- Bobby Darrin – Mack the Knife
- Apocalypse Now – Ride of the Valkyries
- Gloria Estefan and the Miami Sound Machine – Conga
- Elvis Costello – Every Day I Writhe the Book
- Allan Sherman – Hello Muddah, Hello Fadduh
- Better Than Ezra – Desperately Wanting

### Sezon 4
- Etta James – At Last
- Gladys Knight – Do You What I Hear
- Tears for Fears – Everybody Wants to Rule the World
- Smash Mouth – Walkin on the Sun
- Tori Amos – Crucify
- Dean Martin – That's Amore
- Judy Collins – Simple Gifts
- Green Day – Good Ridance (Time of Your Life)
- Aretha Franklin – Night Life

### Sezon 5
- Santana – Samba Pa Ti – odcinek "Day for Knight"
- John Coltrane – Equinox – odcinek "Split Second"
- Jimmy Smith – Rudy - odcinek "They Treat Horses, Don’t Thet?"
- Brenton Wood – The Oogum Boogum Song – odcinek "Vanishing Act"
- Rod Zombie – Dragula – odcinek "Masquerade"
- Ministry – Everyday Is Halloween – odcinek "Masquerade"
- Isaac Hayes – Theme from ’Shaft’ – odcinek "Masquerade"
- Betty Carter – I Can’t Help It – odcinek "Stuck On You"
- Grace Jones – Ring of Fire – odcinek "Hazed and Confused"
- The Drifters – Under the Broadwalk – odcinek "The Good Fight"
- Sherly Crown – My Favorite Mistake – odcinek "Nobody Doesn’t Like Amanda Lee"
- Metallica – Master of Puppets – odcinek "Double Blind"
- David Bowie – Space Oddity – odcinek "Double Blind"
- Marthe Reeve and the Vandellas – Heat Wave – odcinek "Choosing Joi"
- Sheryl Crow – Resuscitation – odcinek "The Storm, Part I"
- Earth, Wind & Fire – Reasons – odcinek "The Storm, Part I"

### Sezon 6
- Lo-Fidelity All-Stars – Battleflag – odcinek "Be Still My Heart"
- Santana – Samba Pa Ti – odcinek "All in the Family"
- Spiral Staircase – More Today Than Yesterday – odcinek "All in the Family"
- Rufus & Chaka Khan – Tell Me Something Good – odcinek "All in the Family"
- Procol Harum – A Whiter Shade of Pale – odcinek "All in the Family"
- Don Henley - Taking You Home - odcinek "Such Sweet Sorrow"
- Bush - Letting The Cables Sleep - odcinek "Such Sweet Sorrow"

### Sezon 8
- Red Hot Chili Peppers – Blood Sugar Sex Magik – odcinek "Blood, Sugar, Sex, Magic"
- Cake – Short Skirt/Long Jacket – odcinek "Blood, Sugar, Sex, Magic"
- Lo-Fidelity All-Stars – Battleflag – odcinek "Beyond Repair"
- Israel Kamakawiwoʻole – Somewhere Over the Rainbow/What A Wonderful World – odcinek "On the Beach"

### Sezon 9
- Goo Goo Dolls – Think About Me – odcinek "Dead Again"
- Tracy Chapman – The Promise – odcinek "A Hopeless Wound"
- Dixie Chicks – Long Time Gone – odcinek "One Can Only Hope"
- Norah Jones – Shoot the Moon – odcinek "Tell Me Where It Hurts"
- Maroon 5 – Harder to Breathe – odcinek "Next of Kin"
- Jason Mraz – The Remedy (I Won’t Worry) – odcinek "A Saint in the City"
- Coldplay – Clocks – odcinek "No Good Deed Goes Unpunished"
- The Beach Boys – Good Vibrations – odcinek "A Thousand Cranes"
- Claude Debussy – CLAIRE DE LUNE - odcinek "A Thousand Cranes"
- AC/DC – Highway to Hell – odcinek "Finders Keepers"
- Annie Lennox – The Saddest Song I’ve Got – odcinek "Things Change"

### Sezon 10
- Bill Withers – Use Me – odcinek "Dear Abby"
- Bob Marley – Jammin’ – odcinek "Shifts Happen"
- Tone Luc – Wild Thing – odcinek "Shifts Happen"
- Alicia Bridgest – I Love The Night Life – odcinek "Shifts Happen"
- Joss Stone – Super Duper Love – odcinek "Missing"
- Punjabi MC – Beware of the Boys (Remix) – odcinek "Makemba"
- Dido – Here With Me – odcinek "Impulse Control"
- Steelers Wheel – Stuck In The Middle – odcinek "Blood Relations"
- Probot – Shake Your Blood – odcinek "Drive"

### Sezon 11
- Norah Jones – The Long Day Is Over – odcinek "Damaged"
- The Chemical Brothers – Where Do I Begin – odcinek "An Intern’s Guide to the Galaxy"
- The Rolling Stones – Out of Time – odcinek "Time of Death"
- Steelers Wheel – Stuck In The Middle With You – odcinek "Back In The World"
- Green Day – Give Me Novocaine – odcinek "Back In The World"
- Rachel Yamagata – I’ll Find A Way – odcinek "Back In The World"
- Pink – Trouble – appeared in "You Are Here"
- Howie Day – Collide – odcinek "The Show Must Go On"
- Lynyrd Skynyrd – Freebird – odcinek "The Show Must Go On"

### Sezon 12
- Smokey Robinson – Tracks of My Tears – odcinek "Cañon City"
- Brenda Lee – Emotions – odcinek "Cañon City"
- The Fray – Over My Head (Cable Car) – odcinek "Man With No Name"
- James Blunt – You’re Beautiful – odcinek "Wake Up"
- Harry Nilsson – Coconut – odcinek "Dream House"
- Amos Lee – Seen It All Before – odcinek "Dream House"
- Barry Manilow – Can’t Smile Without You – odcinek "I Do"
- Barry Manilow – Copacabana – odcinek "I Do"
- The Brian Setzer Orchestra – Jingle Bell Rock – odcinek "All About Christmas Eve"
- Yvette Freeman i Scott Grimes – Have Yourself A Merry Little Christmas – odcinek "All About Christmas Eve"
- Elvis Presley – Blue Christmas – odcinek "If Not Now"
- Autor nieznany – Auld Lang Syne – odcinek "If Not Now"
- Damien Rice – Cold Water – odcinek "If Not Now"
- Lou Bety Jr. – Many Rivers to Cross – odcinek "Quintessence of Dust"
- Lucious – Knocking On Heaven’s Door – odcinek "Darfur"
- Corinne Bailey Rae – Trouble Sleeping – odcinek "Strange Bedfellows"
- Cary Brothers – Ride – odcinek "Strange Bedfellows"
- The Beach Boys – California Girls – odcinek "No Place to Hide"
- Sonny i Cher – I Got You Babe – odcinek "No Place to Hide"
- Emmanuel Jal – Gua – odcinek "There Are No Angels Here"
- Kayne West – Golddigger – odcinek "The Gallant Hero & The Tragic Victor"
- Snow Patrol – Open Your Eyes – odcinek "21 Guns"

### Sezon 13
- David Gray – Slow Motion – odcinek "Bloodline"
- Sergio Mednes featuring BLACK-EYED PEAS – The Heat – odcinek "Graduation Day"
- Beth Orton – Ooh Child – odcinek "Graduation Day"
- John Mahoney – You’re Nobody ’Till Somebody Loves You – odcinek "Somebody to Love"
- AFI – Miss Murder – odcinek "Parenthood"
- Goldfrapp – Ooh La La – odcinek "Heart of the Matter"
- Ray LaMontagne – Till the Sun Turns Black – odcinek "Reason to Believe"
- Jonathon Rice – Break So Easy – odcinek "Reason to Believe"
- Ryan Adams – When the Stars Go Blue – odcinek "Scoop and Run"
- Sarah McLachlan – River – odcinek "City of Mercy"
- Lynyrd Skynyrd – I Never Dreamed – odcinek "A House Divided"
- The Lift – War Parade – odcinek "A House Divided"
- Amao Lee – Skipping Stone – odcinek "Dying Is Easy..."
- Ross Copperman – All She Wrote – odcinek "Crisis of Conscience"
- Damien Marley featuring NAS – Road to Zion – odcinek "From Here to Paternity"
- Elvis Presley – Can’t Help Falling in Love - odcinek "I Don’t"
- Rufus Wainwright – Hallelujah - odcinek 89

## Nagrody i nominacje
Ostry dyżur zdobył prestiżową nagrodę Gearge Foster Peabody Award w 1995 roku. W sumie serial był nominowany 117 razy do nagrody Emmy. Ponadto wygrywał nagrodę People’s Choice Awards dla najpopularniejszego serialu telewizyjnego w latach 1997–2002. Przez 13 lat emisji serial nominowano lub wygrywał inne nagrody, włączając nagrodę Screen Actors Guild Awards, nagrodę Image Awards, nagrodę GLAAD Media Awards i Złoty Glob.
Lista poniżej przedstawia spis najważniejszych nagród i nominacji zdobytych przez serial Ostry dyżur.

### Nagrody

#### Emmy
- Najlepszy Serial Telewizyjny (1996)
- Najlepsza Aktorka Drugoplanowa w Serialach Telewizyjnych – Julianna Margulies (1995)
- Najlepsza Reżyseria – Mimi Leder za odcinek „Love’s Labor Lost” (1995)
- Najlepsze Rola Gościa w Serialu Telewizyjnym – Ray Liotta (2005)

#### Złote Globy
- Najlepsza Rola Męska w Serialu Telewizyjnym – Anthony Edwards (1998)

#### Screen Actors Guild Awards
- Najlepsza Obsada w Serialach Telewizyjnych (1996−1999) – 4 nagrody
- Najlepsza Rola Kobieca w Serialach Telewizyjnych – Julianna Margulies (1998−1999) – 2 nagrody
- Najlepsza Rola Męska w Serialach Telewizyjnych – Anthony Edwards (1996, 1998) – 2 nagrody

### Nominacje

#### Emmy
- Najlepszy Serial Telewizyjny (1995, 1997–2001) – 6 nominacji
- Najlepszy Aktor w Serialach Telewizyjnych – Anthony Edwards (1995–1998) – 4 nominacje
- Najlepszy Aktor w Serialach Telewizyjnych – George Clooney (1995–1996) – 2 nominacje
- Najlepsza Aktorka w Serialach Telewizyjnych – Julianna Margulies (1997−2000) – 4 nominacje
- Najlepsza Aktorka w Serialach Telewizyjnych – Sherry Stringfield (1995–1997) – 3 nominacje
- Najlepszy Aktor Drugoplanowy w Serialach Telewizyjnych – Noah Wyle (1995–1999) – 5 nominacji
- Najlepszy Aktor Drugoplanowy w Serialach Telewizyjnych – Eriq La Salle (1995, 1997–1998) – 3 nominacje
- Najlepsza Aktorka Drugoplanowa w Serialach Telewizyjnych – Maura Tierney (2001) – 1 nominacja
- Najlepsza Aktorka Drugoplanowa w Serialach Telewizyjnych – Gloria Reuben (1997–1998) – 2 nominacje
- Najlepsza Aktorka Drugoplanowa w Serialach Telewizyjnych – Laura Innes (1997–1998) – 2 nominacje
- Najlepsza Aktorka Drugoplanowa w Serialach Telewizyjnych – Julianna Margulies (1996) – 1 nominacja
- Najlepsze Rola Gościa w Serialu Telewizyjnym – Forest Whitaker (2007)
- Najlepsze Rola Gościa w Serialu Telewizyjnym – James Woods (2006)
- Najlepsze Rola Gościa w Serialu Telewizyjnym – Red Buttons (2005)
- Najlepsze Rola Gościa w Serialu Telewizyjnym – Bob Newhart (2004)
- Najlepsze Rola Gościa w Serialu Telewizyjnym – Don Cheadle (2003)
- Najlepsze Rola Gościa w Serialu Telewizyjnym – Sally Field (2003)

#### Złote Globy
- Najlepszy Serial Telewizyjny (1995–2001) – 7. nominacji
- Najlepszy Aktor w Serialach Telewizyjnych – Anthony Edwards (1996–1997, 1999) – 3. nominacje
- Najlepszy Aktorka w Serialach Telewizyjnych – Julianna Margulies (1999–2000) – 2. nominacje
- Najlepszy Aktorka w Serialach Telewizyjnych – Sherry Stringfield (1996–1997) – 2. nominacje
- Najlepszy Aktor Drugoplanowy w Serialach Telewizyjnych – Noah Wyle (1997–1999) – 3. nominacje
- Najlepszy Aktor Drugoplanowy w Serialach Telewizyjnych – Eriq La Salle (1998) – 1. nominacja
- Najlepsza Aktorka Drugoplanowa w Serialach Telewizyjnych – Gloria Reuben (1998) – 1. nominacja
- Najlepsza Aktorka Drugoplanowa w Serialach Telewizyjnych – CCH Pounder (1997) – 1. nominacja
- Najlepsza Aktorka Drugoplanowa w Serialach Telewizyjnych – Julianna Margulies (1996) – 1. nominacja

#### Screen Actors Guild Awards
- Najlepsza Obsada w Serialach Telewizyjnych (1995, 1998, 2000–2001) – 4 nominacje
- Najlepsza Rola Kobieca w Serialach Telewizyjnych – Julianna Margulies (1996) – 1 nominacja
- Najlepsza Rola Kobieca w Serialach Telewizyjnych – Sally Field (2001) – 1 nominacja
- Najlepsza Rola Męska w Serialach Telewizyjnych – Anthony Edwards (1997, 1999, 2001) – 3 nominacje
- Najlepsza Rola Męska w Serialach Telewizyjnych – George Clooney (1996–1997) – 2 nominacje

## Tłumaczenie na język polski
- Polsat

Tłumaczenie: Elżbieta Gałązka-Salamon

Lektor: Maciej Gudowski
- Fox Life

Wersja polska: SDI Media Polska

Tekst: Magdalena Szpilman

Konsultacja medyczna: dr hab. Krzysztof Morawski

Tekst piosenek: Michał Wdowiak (jeden odcinek)

Czytał: Jacek Brzostyński
- fragment Romea i Julii w przekładzie Józefa Paszkowskiego (odc. 19)

- fragment Ewangelii Łukasza zaczerpnięty z Biblii Tysiąclecia (odc. 35)

## Edycje DVD
| Sezon                 | Data premiery w krajach Regionu 1 | Data premiery w krajach Regionu 2 |
| --------------------- | --------------------------------- | --------------------------------- |
| Sezon 1. (1994–1995)  | 26 sierpnia 2003                  | 23 lutego 2004                    |
| Sezon 2. (1995–1996)  | 27 kwietnia 2004                  | 26 lipca 2004                     |
| Sezon 3. (1996–1997)  | kwiecień 2005                     | styczeń 2005                      |
| Sezon 4. (1997–1998)  | 20 grudnia 2005                   | 16 maja 2005                      |
| Sezon 5. (1998−1999)  | 11 lipca 2006                     | 24 października 2005              |
| Sezon 6. (1999–2000)  | 19 grudnia 2006                   | 3 kwietnia 2006                   |
| Sezon 7. (2000–2001)  | 15 maja 2007                      | 18 września 2006                  |
| Sezon 8. (2001–2002)  | 22 stycznia 2008                  | 16 lipca 2007                     |
| Sezon 9. (2002–2003)  | 17 czerwca 2008                   | 29 października 2007              |
| Sezon 10. (2003–2004) | 3 marca 2009                      | 28 stycznia 2008                  |
| Sezon 11. (2004–2005) | 28 listopada 2008                 | 21 kwietnia 2008                  |
| Sezon 12. (2005−2006) | 12 stycznia 2010                  | jesień 2008                       |
| Sezon 13. (2006–2007) | 6 lipca 2010                      | wiosna 2009                       |
| Sezon 14. (2007–2008) | 11 stycznia 2011                  | lato/wiosna 2009                  |
| Sezon 15. (2008–2009) | 12 lipca 2011                     | jesień 2009                       |